# Dominika Długosz
Dominika Długosz, właśc. Dominika Długosz-Gierszewska (ur. 19 listopada 1973) – polska dziennikarka, korespondentka sejmowa i publicystka związana z telewizją Polsat (2007–2018) oraz tygodnikiem Newsweek (od 2019).

## Życiorys
W 1997 rozpoczęła pracę w Telewizji Polskiej, gdzie pełniła m.in. funkcję reportera sejmowego Wiadomości w TVP.
Po odejściu z TVP w 2007, rozpoczęła współpracę z telewizją Polsat, w której początkowo przygotowywała reportaże dla TV Biznes, a następnie Wydarzeń. Prowadziła też programy publicystycznych Młode wilki (2017–2018) i Rozmowa polityczna (2018) w Polsat News 2. W 2018 była również wydawczynią i producentką anteny w stacji Polsat News. Współpracę z Polsatem zakończyła w listopadzie tego samego roku.
Od lutego 2019 jest dziennikarką Newsweeka. W latach 2021–2022 prowadziła z Marcinem Chłopasiem podcast Spod stolika, skupiający się na kulisach polskiej polityki. Od jesieni 2022 wraz z Andrzejem Stankiewiczem, Jackiem Gądkiem (Renatą Grochal do 9 marca 2024; następnie do 1 lutego 2025 Beatą Lubecką) i Kamilem Dziubką współprowadzi podcast polityczny Stan wyjątkowy.
12 lutego 2025 nakładem wydawnictwa Czerwone i Czarne ukazał się jej reportaż Tajemnice pałacu prezydenckiego.
Jest żoną dziennikarza Mariusza Gierszewskiego, z którym od 5 marca 2025 prowadzi audycję W związku ze śledztwem. Jej prapradziadkami byli Kazimiera i Odo Bujwidowie.